# Seleção Brasileira de Futebol Feminino nos Jogos Olímpicos de Verão de 2008
A Seleção feminina de futebol do Brasil participou das Olimpíadas de Pequim. A Seleção venceu todos os seus jogos exceto a final que perdeu para a Seleção Estadunidense na prorrogação por 1 a 0. Desta forma, ficou com a medalha de prata.

## Jogadoras
O Brasil jogou com as seguintes jogadoras:
| Camisa | Nome da jogadora     | Posição  | Time em que jogava | Jogos | Gol marcado | Penalizado com cartão amarelo | Penalizado · Penalizado · Expulso | Expulso |
| ------ | -------------------- | -------- | ------------------ | ----- | ----------- | ----------------------------- | --------------------------------- | ------- |
| 1      | Andréia              | Goleira  | Prainsa Zaragoza   | 2     |             |                               |                                   |         |
| 2      | Simone               | Zagueira | Lyon               | 6     |             |                               |                                   |         |
| 3      | Andréia Rosa         | Zagueira | Ferroviária        | 1     |             |                               |                                   |         |
| 4      | Tânia Maranhão       | Zagueira | Saad               | 6     |             | 1                             |                                   |         |
| 5      | Renata Costa         | Zagueira | Odense BK          | 6     |             | 1                             |                                   |         |
| 6      | Maycon               | Meia     | Saad               | 6     |             |                               |                                   |         |
| 7      | Daniela Alves        | Meia     | Linköpings FF      | 6     | 2           | 1                             |                                   |         |
| 8      | Formiga              | Meia     | Botucatu           | 5     | 1           | 2                             |                                   |         |
| 9      | Ester                | Meia     | Santos             | 5     |             |                               |                                   |         |
| 10     | Marta                | Atacante | Umeå IK            | 6     | 3           | 2                             |                                   |         |
| 11     | Cristiane            | Atacante | Linköpings FF      | 6     | 5           |                               |                                   |         |
| 12     | Bárbara              | Goleira  | Sport              | 4     |             |                               |                                   |         |
| 13     | Francielle           | Meia     | Santos             | 5     |             |                               |                                   |         |
| 14     | Pretinha             | Atacante | Inac Leonessa      | 5     |             |                               |                                   |         |
| 15     | Fabiana              | Atacante | Corinthians        | 2     |             |                               |                                   |         |
| 16     | Érika                | Zagueira | Santos             | 2     |             | 1                             |                                   |         |
| 17     | Maurine              | Meia     | Santos             | 5     |             |                               |                                   |         |
| 18     | Rosana               | Zagueira | Neulengbach SV     | 4     |             | 1                             |                                   |         |
|        |                      |          |                    |       |             |                               |                                   |         |
|        | Jorge Luiz Barcellos | Técnico  |                    |       |             |                               |                                   |         |

## Jogos

### Primeira fase (grupo F)
| 6 de Agosto de 2008 | Alemanha | 0 – 0 | Brasil | Estádio Olímpico de Shenyang, Shenyang  |
| 17:00 (UTC+8)       |          |       |        | Público: 20,703 Árbitro: USA Kari Seitz |

| 9 de Agosto de 2008 | Brasil                        | 2 – 1 | Coreia do Norte | Estádio Olímpico de Shenyang, Shenyang  |
| 19:45 (UTC+8)       | Daniela Alves 14' · Marta 22' |       | Ri 90+3'        | Público: 19,616 Árbitro: CHN Niu Huijun |

| 12 de Agosto de 2008 | Nigéria           | 1 – 3 | Brasil                    | Estádio dos Trabalhadores, Pequim        |
| 17:00 (UTC+8)        | Nkwocha 19' (pen) |       | Cristiane 33', 35', 45+3' | Público: 51,112 Árbitro: KOR Hong Eun Ah |

### Quartas-de-final
| 15 de Agosto de 2008 | Brasil                        | 2 – 1 | Noruega          | Estádio Centro Olímpico de Tianjin, Tianjin |
| 18:00 (UTC+8)        | Daniela Alves 44' · Marta 57' |       | Nordby 83' (pen) | Público: 26,174 Árbitro: USA Kari Seitz     |

### Semifinal
| 18 de Agosto de 2008 | Brasil                                       | 4 – 1 | Alemanha  | Estádio de Shanghai, Xangai              |
| 18:00 (UTC+8)        | Formiga 43' · Cristiane 49', 76' · Marta 53' |       | Prinz 10' | Público: 26,976 Árbitro: KOR Hong Eun Ah |

### Disputa pela medalha de ouro
| 21 de Agosto de 2008 | Brasil | 0 – 1 (pro) | Estados Unidos | Estádio dos Trabalhadores, Pequim           |
| 21:00 (UTC+8)        |        |             | Lloyd 96'      | Público: 51,612 Árbitro: CZE Dagmar Damková |